# Mutatio

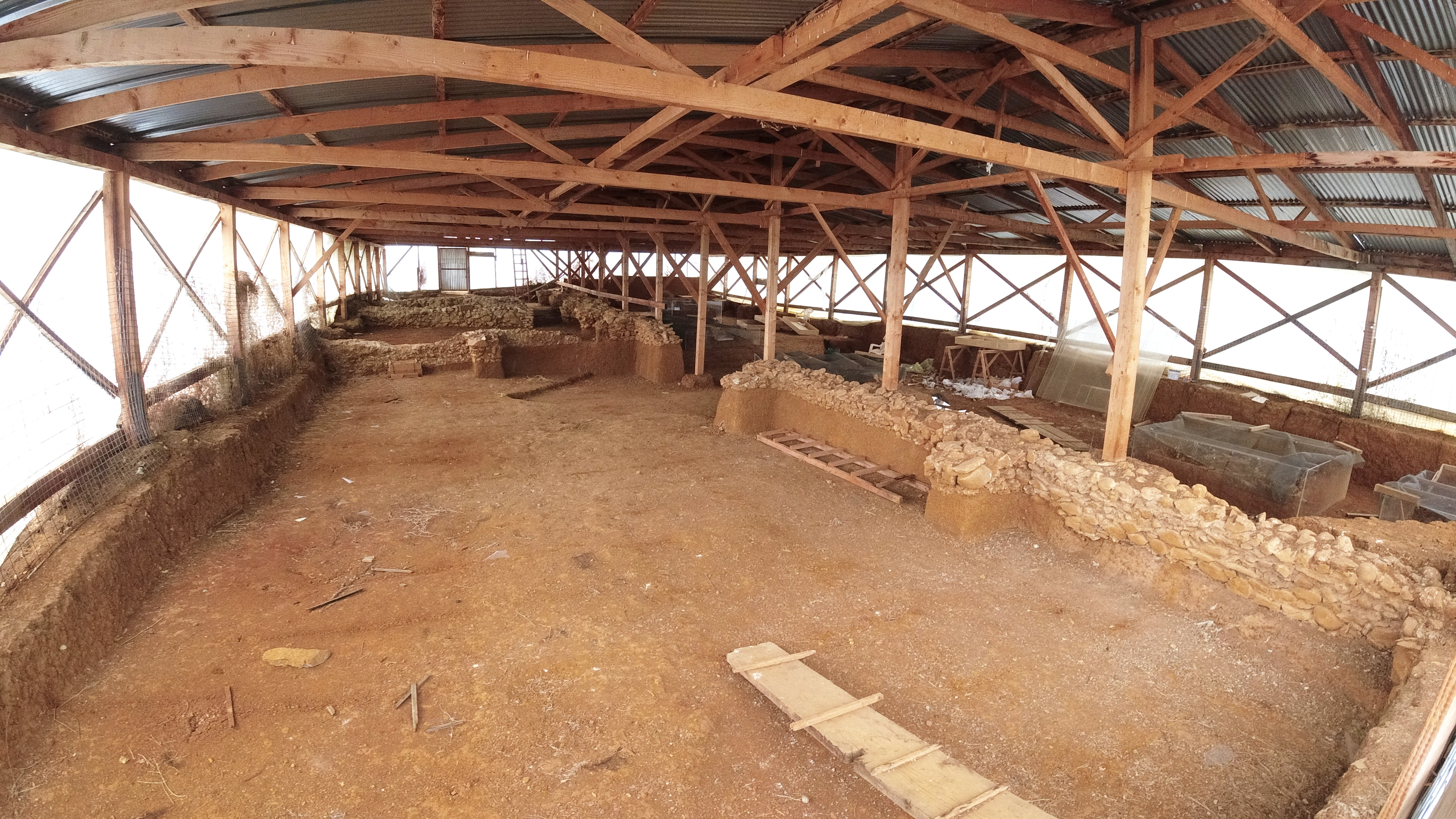
Station de changement de chevaux romains à Lithohori, Kavala

Dans l'Antiquité romaine, une mutatio est un relais routier sur les voies romaines. Distantes de 10 à 15 kilomètres, les mutationes permettaient de s'abreuver ou de changer de monture.

## Caractéristique
La Mutatio était une sorte de relais de poste qui en général n'offrait pas le gîte de nuit. Toutes les trois mutationes, soit environ tous les 30 à 45 km, on trouvait une mansio, lieu d'étape bien équipé et permettant éventuellement d'y passer la nuit. On y trouvait une auberge pour le repas, un service d'écuries – le stabulum – pour le repos des montures, un maréchal-ferrant, voire un charron chargé de l'entretien des véhicules.